# Cameron Borthwick-Jackson
Cameron Jake Borthwick-Jackson (Manchester, 2 de fevereiro de 1997) é um futebolista inglês que atua como lateral-esquerdo. Atualmente, joga pelo Scunthorpe United.
Estreou no time principal em novembro de 2015, contra o West Bromwich Albion, substituindo o argentino Marcos Rojo.

## Títulos
Manchester United
- Copa da Inglaterra: 2015–16
- Supercopa da Inglaterra: 2016